# (5179) Takeshima
(5179) Takeshima es un asteroide perteneciente a la familia de Vesta en el cinturón de asteroides, descubierto el 1 de marzo de 1989 por Tsutomu Seki desde el Observatorio de Geisei, Geisei, Japón.

## Designación y nombre
Designado provisionalmente como 1989 EO1. Fue nombrado Takeshima en honor al fotógrafo japonés y maestro del arte marcial lai Toshio Takeshima, amigo del descubridor. También es un fotógrafo de la naturaleza, realizando excelentes fotos sobre pájaros.

## Características orbitales
Takeshima está situado a una distancia media del Sol de 2,310 ua, pudiendo alejarse hasta 2,419 ua y acercarse hasta 2,202 ua. Su excentricidad es 0,046 y la inclinación orbital 6,286 grados. Emplea 1282,99 días en completar una órbita alrededor del Sol.

## Características físicas
La magnitud absoluta de Takeshima es 13,6. Tiene 4 km de diámetro y su albedo se estima en 0,416.